# 哨戒艇27号
哨戒艇27号（ローマ字：PB No.27, PB-927）は、海上自衛隊の哨戒艇。19号型哨戒艇の9番艇。

## 艦歴
「哨戒艇27号」は、昭和47年度計画18t型哨戒艇929号艇として、IHIクラフト横浜工場で1972年12月29日に起工され、1973年3月12日に進水、1973年3月29日に就役し、佐世保地方隊佐世保防備隊第3港湾哨戒隊に編入された。
1987年7月1日、地方隊改編により佐世保防備隊が廃止となり、第3港湾哨戒隊が佐世保警備隊隷下に編成替え。
1994年12月12日、呉地方隊阪神基地隊第1港湾哨戒隊に編入。
1998年6月22日、第1港湾哨戒隊が廃止となり、阪神基地隊直轄艇となる。
1999年1月14日、除籍。